# Kawasaki VN 800
Die VN 800 (in wechselnden offiziellen Schreibweisen auch VN 800-A oder VN8) ist ein zwischen 1994 und 2005 gebautes Cruiser-Motorrad des Motorradherstellers Kawasaki Motors, eines Tochterunternehmens des Schwerindustrie-Konzerns Kawasaki Heavy Industries. Es ist ein Modell der zweiten Generation der Kawasaki Vulcan-Serie in Europa und löste die VN 750 im Sommer 1995 ab. Das in Japan konstruierte und produzierte Motorrad erhielt 1996 ein Sondermodell, die deutlich beliebtere VN 800 Classic, die bis 2006 gebaut wurde. Außerhalb Europas wurde die Kawasaki VN 800 auch als Vulcan 800 und VN800 vermarktet. Am 1. Januar 2024 waren noch genau 9500 Kawasaki VN 800 und VN 800 Classic in Deutschland zugelassen.

## Modellgeschichte

### Entwicklung
Die Entwicklung der Kawasaki VN 800 begann in den frühen 1990er Jahren, als Kawasaki einen wachsenden Markt für Cruiser erkannte und eine Antwort auf die Bedürfnisse amerikanischer Cruiser-Fahrer gesucht wurde. Ziel war es, ein Motorrad zu entwickeln, das sowohl für den täglichen Gebrauch als auch für längere Touren geeignet ist. Die Schwerpunkte lagen auf einem ansprechenden Design, einem komfortablen Fahrverhalten und einer soliden Leistung. Die VN 800 sollte eine Balance zwischen klassischem Cruiser-Stil und moderner Technik bieten. Sie stellte eine Erweiterung der VN-Baureihe mit der bereits etablierten VN 750 dar, die auch durch Modelle wie die Vulcan 88 und die Vulcan 400 bekannt wurde, die allerdings nur außerhalb Europas erhältlich waren. Während die VN 750 als letzte Vertreterin des traditionellen japanischen Cruiser-Designs gilt, wurden bei der Entwicklung der VN 800 zahlreiche Funktionen weggelassen, die allgemein als überflüssig oder zu kostspielig galten. Dazu gehörten unter anderem der Kardanantrieb, eine Zweischeibenbremse oder ein Mittelständer. Die VN 800 wurde in einer Zeit entwickelt, als die Hersteller erkannten, dass V-Motoren, insbesondere V-Twins, bei den Käufern beliebt waren. Zunächst war sie als Vorstufe zur größeren VN 1500 gedacht, viele Käufer blieben allerdings bei der VN 800. Das Motorrad wurde 1994 auf der IFMA erstmals präsentiert.

### Markteinführung
Die VN 800 wurde 1995 auf dem europäischen und den nordamerikanischen Märkten eingeführt.  Die Markteinführung fiel in eine Zeit, in der Cruiser-Motorräder zunehmend populär wurden. Ab 1996 war das Motorrad auch in Japan erhältlich. Die VN 800 wurde schnell zu einem beliebten Modell aufgrund ihres attraktiven Designs und ihrer Benutzerfreundlichkeit. 2002 wurde der Verkauf der VN 800 in Europa eingestellt, bis 2005 wurde das Modell noch in Nordamerika abverkauft.

### Modellpflege
Im Jahr 1997 wurde die Übersetzung von erstem und zweitem Gang bei der VN 800 etwas länger ausgelegt, während die Sekundärübersetzung etwas kürzer ausfiel.

## Technische Beschreibung

### Motor und Kraftübertragung
Die Kawasaki VN 800 hat einen flüssiggekühlten Zweizylinder-V-Motor mit 4 Ventilen pro Zylinder, obenliegender Nockenwelle (SOHC) und einem Zylinderwinkel von 45 Grad. Die Nennleistung beträgt 40,5 kW (55 PS) bei 6000/min. Das maximale Drehmoment von 65 Nm wird bereits bei einer Drehzahl von 3500/min erreicht. Für Fahrer, die eine günstigere Versicherung wünschten, war auch eine Variante mit auf 25 kW (34 PS) gedrosseltem Motor erhältlich. Die Kraft wird über ein fußgeschaltetes Fünfganggetriebe mit hydraulisch betätigter Kupplung und Kette an das Hinterrad übertragen. Die Höchstgeschwindigkeit ist mit 167 km/h angegeben, während das Drehmoment vor allem im unteren Drehzahlbereich stark ausgeprägt ist.

### Fahrwerk und Handling
Das Fahrwerk der VN 800 besteht aus einem Doppelschleifenrohrrahmen und einer Teleskopgabel vorn mit einem Durchmesser von etwa 41 mm sowie einer Hinterradschwinge mit einzelner Feder-Dämpfer-Einheit (auch als Monoshock-Federung oder Zentralfederbein bekannt). Der Federweg beträgt vorn 150 mm und hinten 120 mm. Der Lenkkopfwinkel hat 34° und der Nachlauf des Motorrads beträgt 149 mm. Die Bremsanlage hat vorn eine einzelne Bremsscheibe von 300 mm Durchmesser, hinten eine 180-mm-Trommelbremse.

### Zündung
Die Zündung des Motors erfolgt über das digitale Zündungssystem „Kawasaki K-TRIC“. Der Zünder ändert den Zündzeitpunkt der Zündkerzen in Abhängigkeit von der Motordrehzahl und anhand der Volllast des Motors, die an der Drosselklappe im Vergaser indiziert wird. Dadurch sollte der Motor mehr Leistung erbringen können. Es ist das einzige Modell der Vulcan-Baureihe, die dieses System nutzt.

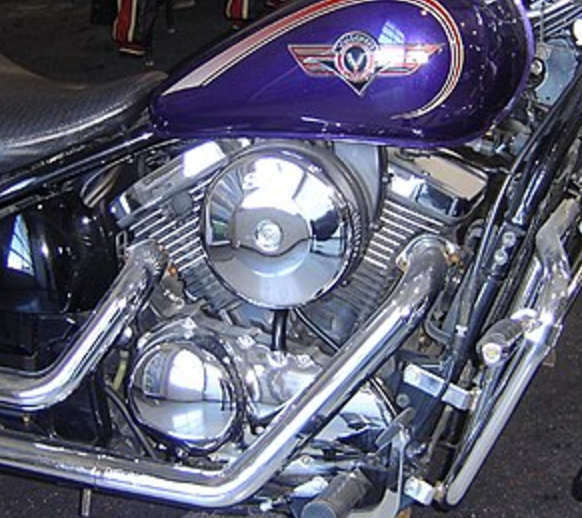
Kawasaki VN 800 Classic Motorblock mit Kühlrippen

### Kühlung
Obwohl die Kühlrippen am Motor den Eindruck erwecken, dass die VN 800 luftgekühlt ist, wird der Motor tatsächlich durch ein Wasserkühlsystem gekühlt.

### Abgasreinigung
Ein innovatives Merkmal der Modelle von 1997 war das „Kawasaki Clean-Air-System“, das es ermöglicht, die EU-Abgaswerte der Norm EURO 1 zu unterschreiten. Hierbei wird Frischluft durch ein im Zylinderkopf integriertes Ventil direkt hinter den Auslassventilen in den Abgaskanal geleitet. Diese Nachverbrennung reduziert die Schadstoffe um bis zu 50 %, wodurch ein Katalysator nicht erforderlich ist.

## Technische Daten
| Kawasaki VN 800       | Kawasaki VN 800                                                                             |
| --------------------- | ------------------------------------------------------------------------------------------- |
| Baujahre              | 1995–2006                                                                                   |
| Motor                 | flüssigkeitsgekühlter Zweizylinder-V-Viertakt-Ottomotor, 45° Zylinderwinkel, Elektrostarter |
| Bohrung × Hub         | 88 × 66,2 mm                                                                                |
| Hubraum               | 805 cm³                                                                                     |
| Verdichtung           | 9,5 : 1                                                                                     |
| Nennleistung          | 55 PS (40,5 kW) bei 6000/min                                                                |
| Gemischaufbereitung   | Keihin-Gleichdruckvergaser Cvk 36 mit 36 mm Durchlass                                       |
| Zündung               | elektrisches Motormanagement                                                                |
| Abgasreinigung        | „Kawasaki Clean-Air-System“ (Euro 1)                                                        |
| Kupplung              | Mehrscheibenkupplung im Ölbad                                                               |
| Getriebe              | Fünfganggetriebe mit Fußschaltung                                                           |
| Endantrieb            | Kette                                                                                       |
| Rahmen                | Doppelschleifen-Stahlrohrrahmen                                                             |
| Maße (L × B × H)      | 2360 × 825 × 1170 mm                                                                        |
| Radstand              | 1625 mm                                                                                     |
| Sitzhöhe              | 710 mm                                                                                      |
| Lenkkopfwinkel        | 34°                                                                                         |
| Nachlauf              | 149 mm                                                                                      |
| Radaufhängung vorn    | Teleskopgabel, Ø 41 mm, 150 mm Federweg                                                     |
| Radaufhängung hinten  | Schwinge mit Zentralfederbein, 120 mm Federweg                                              |
| Bereifung vorn        | 130/90-16 67H TT                                                                            |
| Bereifung hinten      | 140/90-16 71H TT                                                                            |
| Bremse vorn           | Zweischeibenbremse, Ø 300 mm                                                                |
| Bremse hinten         | Trommelbremse, Ø 180 mm, Belagbreite 40 mm                                                  |
| Leergewicht           | 235 kg                                                                                      |
| zul. Gesamtgewicht    | 435 kg                                                                                      |
| Tankinhalt            | 15 l                                                                                        |
| Höchstgeschwindigkeit | 167 km/h                                                                                    |
| Normverbrauch         | 5,92 l/100 km (Normalbenzin)                                                                |

## Sonderserien- und Ausstattungen

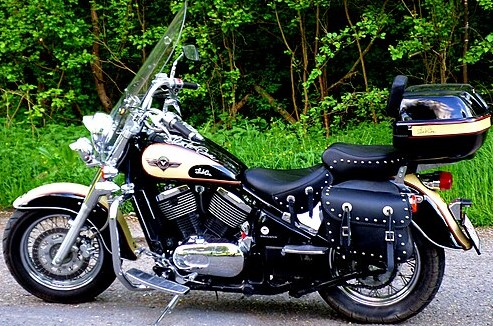
Kawasaki VN 800 Classic mit Seitentaschen, Heckkoffer und Windschild

### Classic-Modell

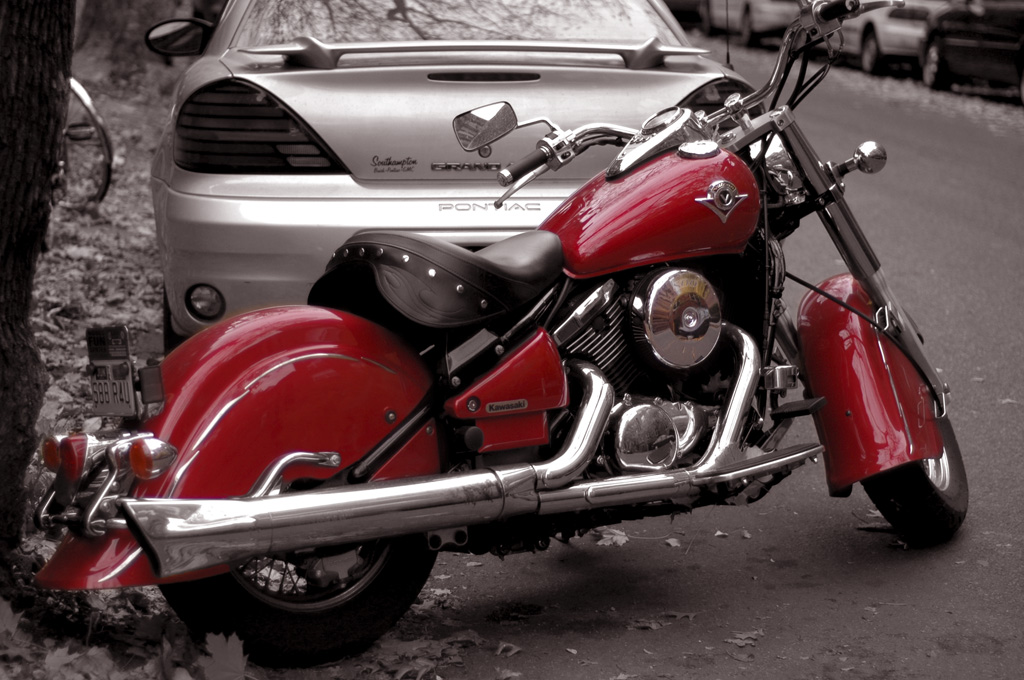
Kawasaki VN 800 Drifter E

1996 wurde die VN-800-Modellreihe mit dem Classic-Modell VN 800 Classic bzw. VN 800 B erweitert. Ein wesentlicher Unterschied zwischen der VN 800 und der VN 800 Classic liegt in der äußeren Gestaltung. Die Classic-Version verfügt über zusätzliche Chromverzierungen. Dazu gehören eine verchromte Auspuffanlage, spezielle Felgen und ein Scheinwerfer in herkömmlicher Form. Auch die Lackierungen sind zum großen Teil auffälliger. Während die Standard-VN 800 in den schlichten Farben Blau, Rot und Schwarz erhältlich war, bot die Classic-Version spezielle Metallic-Farben oder Retro-Lackierungen wie „Metallic Black“ oder „Deep Red“. Die Reifen sind gegenüber dem Standardmodell kleiner, allerdings breiter, sodass das Motorrad den Cruisern aus den 1950er Jahren ähnelt. Statt 21-Zoll- hat die VN 800 Classic 16-Zoll-Räder. Technisch bleibt die VN 800 Classic weitgehend gleich mit der Standardversion. Beide Modelle sind mit einem luftgekühlten V-Twin-Motor ausgestattet, der einen Hubraum von etwa 805 cm³ hat und rund 40 kW (55 PS) bei 6000/min leistet. Die Sitzhöhe der Classic-Modelle wurde von 725 mm auf etwa 700 mm verringert, wodurch eine aufrechtere Sitzhaltung des Fahrers entstand. Der Lenkkopfwinkel wurde mit 32° steiler und der Nachlauf mit 122 mm kürzer gestaltet. 

### Drifter-Modell
Im Jahr 1999 wurde die Modellreihe durch die VN 800 Drifter (auch als VN 800 Drifter C/E bekannt) in limitierter Auflage nochmals ergänzt. Mattes Aluminium und Sitzbank, Lenker, Lampe, Gabel sowie Felgen in Schwarz, außerdem vor allem große, geschwungene, weit geschlossene Front- und Heckschutzbleche aus Kunststoff bestimmen das Äußere des Modells. Die VN 800 Drifter zeichnet sich durch ihr Design aus, das stark von klassischen amerikanischen Motorrädern inspiriert ist, insbesondere von der Indian Chief ab 1938. Eine automatische Blinkerrückstellung sowie eine elektronisch gesteuerte Einspritzanlage gehörten bei der VM 800 Drifter zur Serienausstattung. Am Hinterrad wurde eine Scheiben- statt Trommelbremse eingebaut. Das Modell mit dem Namen VN 800 Drifter C hatte einen Soziussitz, das Modell VN 800 Drifter E nicht. Die zwei Auspuffrohre des Zweizylindermotors werden auf Höhe des Sitzes zu einem einzigen Auspuffrohr zusammengeführt.

## Tuningversionen und Umbauten

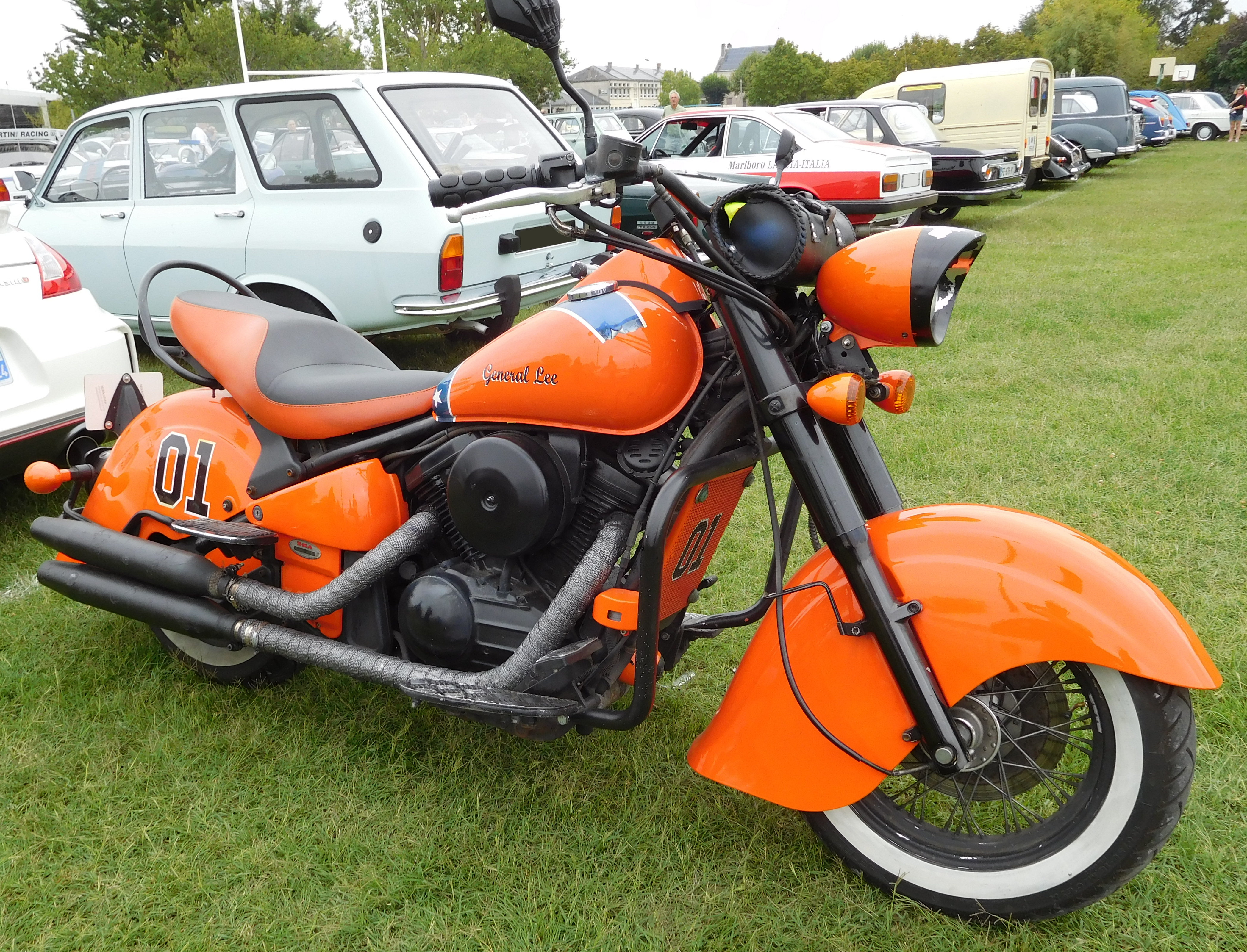
Umgebaute VN 800 Drifter C

Die Kawasaki VN 800 ist nicht nur für ihren klassischen Cruiser-Stil bekannt, sondern auch für die Vielzahl an Tuningversionen und Umbauten sowie für das umfangreiche Zubehörangebot von Drittanbietern. Die Anpassungen reichen von kosmetischen Veränderungen bis hin zu technischen Modifikationen, die die Leistung und das Fahrverhalten verbessern.
Ein beliebter Bereich des Tunings der VN 800 ist die Anpassung des Auspuffsystems. Ein anderer häufiger Umbau betrifft die Federung. Viele VN-800-Besitzer rüsten ihre Motorräder mit hochwertigen Stoßdämpfern und Gabeln auf, um das Fahrverhalten zu optimieren und den Komfort zu erhöhen.
Optisch gibt es zahlreiche Möglichkeiten, die VN 800 zu individualisieren. Viele Tuner und Werkstätten bieten maßgeschneiderte Lösungen an, um das Motorrad nach den Wünschen des Fahrers zu gestalten.
Ein weiterer Trend ist die Umrüstung auf einen Bobber- oder Chopper-Stil.

## Die VN 800 im Wettbewerb
Marktpositionierung
Die Kawasaki VN 800 positionierte sich im mittleren Preissegment der Cruiser-Motorräder und konkurrierte mit Modellen von Herstellern wie Harley-Davidson (z. B. Sportster-Reihe), Honda (Honda VT 750 Shadow), Suzuki (Suzuki Intruder 800) und Yamaha (V-Star-Serie). Durch ähnlichen Hubraum und Leistung stand sie beim Markteintritt in Konkurrenz mit der Suzuki VZ 800 Marauder. In Deutschland verkauften sich die VN 800 und die VN 800 Classic insgesamt über 11.000 Mal, wobei das Classic-Modell mehr als doppelt so oft wie das Standardmodell verkauft wurde. 1996 war die Kawasaki VN 800 das meistverkaufte Motorrad in Österreich. Der Preis für eine neue Kawasaki VN 800 lag zum Zeitpunkt ihrer Markteinführung bei ca. 13.590 DM (je nach Ausstattung).

## Rezeption

### Fahrzeuggestaltung
Die Gestaltung des Motorrads wurde überwiegend positiv aufgenommen; viele Fahrer schätzen das klassische Design, kombiniert mit modernen Elementen, obwohl von einer großen Ähnlichkeit mit einer Harley-Davidson Softail berichtet wurde.

### Fahrzeugtechnik
Technisch galt die VN 800 als zuverlässig; Kritiker lobten insbesondere den Motorlauf sowie das angenehme Fahrverhalten auf langen Strecken, kritisiert wurde die Bremsleistung.